# 东阳镇 (安义县)
东阳镇，是中华人民共和国江西省南昌市安义县下辖的一个乡镇级行政单位。

## 行政区划
东阳镇下辖以下地区：
徐埠社区、东阳村、北山村、徐埠村、塘口村、石牛村、战坪村、黄城村、闵埠村、云溪村、新华村和马源村。